# Полтаранов, Николай Иванович
Николай Иванович Полтаранов (1809 — 1869) — военный юрист Российской империи, полевой генерал-аудитор 1-й армии и войск Варшавского военного округа, постоянный член Главного военного суда, тайный советник.

## Биография
Полтаранов родился 10 октября 1809 года. Получив образование в Императорском Московском университете, он поступил на службу 9 августа 1828 года. В 1834 в чине 10-го класса, с 1835 года в чине титулярного советника он занимал должность столоначальника Аудиториатского департамента. В 1840 году в чине коллежского асессора Полтаранов был назначен секретарём канцелярии Аудиториатского департамента и в 1844 году в чине надворного советника — старшим столоначальником 1-го отделения этого департамента и вскоре произведён в коллежский советники (со старшинством с 12 сентября 1844 года).
Должность старшего столоначальника Аудиториатского департамента Полтаранов занимал в течение тринадцати лет, получив в 1848 году чин статского советника и в 1855 году — знак отличия за XXV лет беспорочной служб. В 1857 году назначен управляющим 1-м отделением этого департамента и 17 апреля следующего года произведён в действительные статские советники. В 1859 году назначен чиновником V класса для особых поручений при Аудиториатском департаменте и состоял при нём до 1862 года, когда получил назначение полевым генерал-аудитором 1-й армии в Царстве Польском.
В должности полевого генерал-аудитора 1-й армии Полтаранов участвовал в подавлении польского восстания 1863 — 1864 годов. В 1866 году назначен полевым генерал-аудитором войск Варшавского военного округа.
В ходе реализации военно-судебной реформы в 1867 году вместо Генерал-аудиториата был создан новый высший судебный орган — Главный военный суд, и одним из шести постоянных членов суда был назначен Полтаранов, произведённый в тайные советники. В этой должности он оставался до конца жизни.
Полтаранов умер 29 апреля 1869 года в Санкт-Петербурге и был похоронен в Новодевичьем монастыре.

## Награды
За свою службу Полтаранов был награждён рядом орденов, в их числе:
- Орден Святой Анны 2-й степени с Императорской короной (1851 год)
- Орден Святого Владимира 3-й степени (1856 год)
- Орден Святого Станислава 1-й степени (1861 год)
- Орден Святой Анны 1-й степени (1864 год)